# Henri Joudiou
Henri Lucien Joudiou (ur. 16 marca 1889 w Paryżu, zm. 4 stycznia 1978 w Créteil) – francuski zapaśnik walczący w stylu wolnym. Olimpijczyk z Antwerpii 1920, gdzie zajął piąte miejsce w wadze lekkiej.

## Letnie Igrzyska Olimpijskie 1920
| Konkurencja        | Rundy eliminacyjne     | Klas. końcowa |
| Konkurencja        | 1/4                    | Miejsce       |
| ------------------ | ---------------------- | ------------- |
| 67,5 kg styl wolny | Herbert Wright (GBR) P | 5.            |